# Bovey Tracey
Bovey Tracey är en stad och civil parish i Teignbridge i Devon i England. Orten har 7 168 invånare (2011). Byn nämndes i Domedagsboken (Domesday Book) år 1086, och kallades då Bovi.